# Festival du film britannique de Dinard 2006
Le Festival du film britannique de Dinard 2006 s'est déroulé du 5 au 8 octobre 2006. C'est la 17e édition du Festival du film britannique de Dinard. François Berléand, acteur français, en est le président du jury.
La marraine du Festival est Marianne Denicourt.

## Jury
|  | Nom                                   | Qualité     | Nationalité  |
|  | ------------------------------------- | ----------- | ------------ |
|  | François Berléand (président du jury) | acteur      | France       |
|  | Dominique Besnehard                   | producteur  | France       |
|  | Charles Dance                         | acteur      | Royaume-Uni  |
|  | Bronagh Gallagher                     | actrice     | Royaume-Uni  |
|  | Chantal Lauby                         | actrice     | France       |
|  | Stephen Mangan                        | acteur      | Royaume-Uni  |
|  | Radu Mihaileanu                       | réalisateur | France       |
|  | Yun Chung-hi                          | actrice     | Corée du Sud |

## Films sélectionnés

### En Compétition
- Almost Adult de Yousaf Ali Khan
- Cashback de Sean Ellis
- Kidulthood de Menhaj Huda
- London to Brighton de Paul Andrew Williams
- Pierrepoint de Adrian Shergold
- Small Engine Repair de Niall Heery

### Film d'ouverture
- The Queen de Stephen Frears

### Film de clôture
- Red Road de Andrea Arnold

### Hommage
- Brian Cox
- Michael Grigsby

## Palmarès
- Hitchcock d'or : London to Brighton de Paul Andrew Williams